# Home (album de Procol Harum)
Pour les articles homonymes, voir Home.
Albums de Procol Harum
A Salty Dog
(1969) Broken Barricades
(1971)
Home est le quatrième album du groupe Procol Harum, sorti en 1970, et le premier avec Chris Copping, qui remplace l'organiste Matthew Fisher et le bassiste Dave Knights.

## Titres
Toutes les chansons sont écrites par Keith Reid et composées par Gary Brooker, sauf mention contraire.

### Face 1
1. Whisky Train (Trower, Reid) – 4:31
2. The Dead Man's Dream – 4:46
3. Still There'll Be More – 4:53
4. Nothing That I Didn't Know – 3:38
5. About to Die (Trower, Reid) – 3:35

### Face 2
1. Barnyard Story – 2:46
2. Piggy Pig Pig – 4:47
3. Whaling Stories – 7:06
4. Your Own Choice – 3:13

## Musiciens
- Gary Brooker : piano, chant
- Chris Copping : orgue, basse
- Keith Reid : paroles
- Robin Trower : guitare
- B. J. Wilson : batterie